# Aloe reynoldsii
Aloe reynoldsii är en grästrädsväxtart som beskrevs av Cythna Lindenberg Letty. Aloe reynoldsii ingår i släktet Aloe och familjen grästrädsväxter. Inga underarter finns listade i Catalogue of Life.

## Bildgalleri

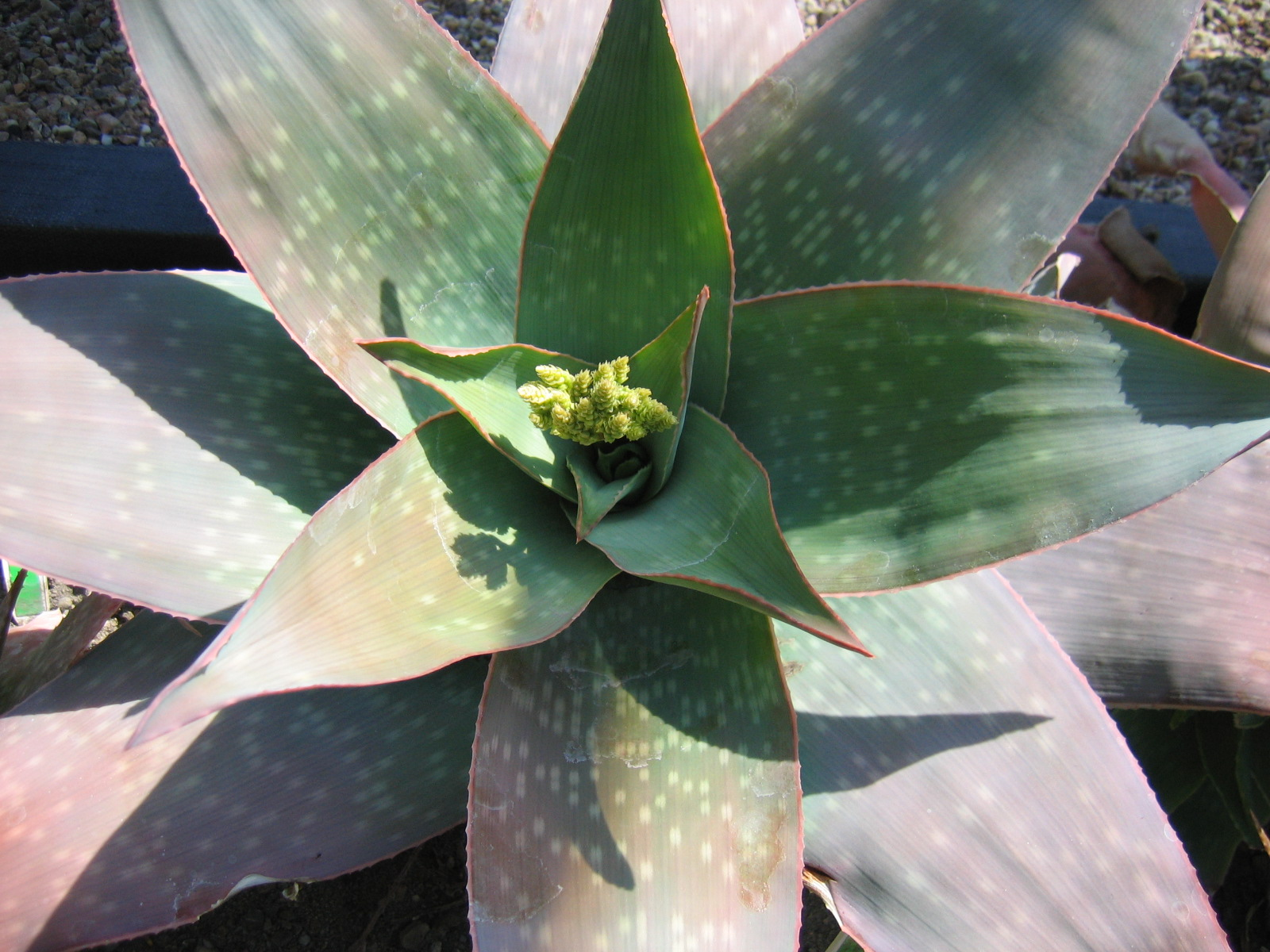
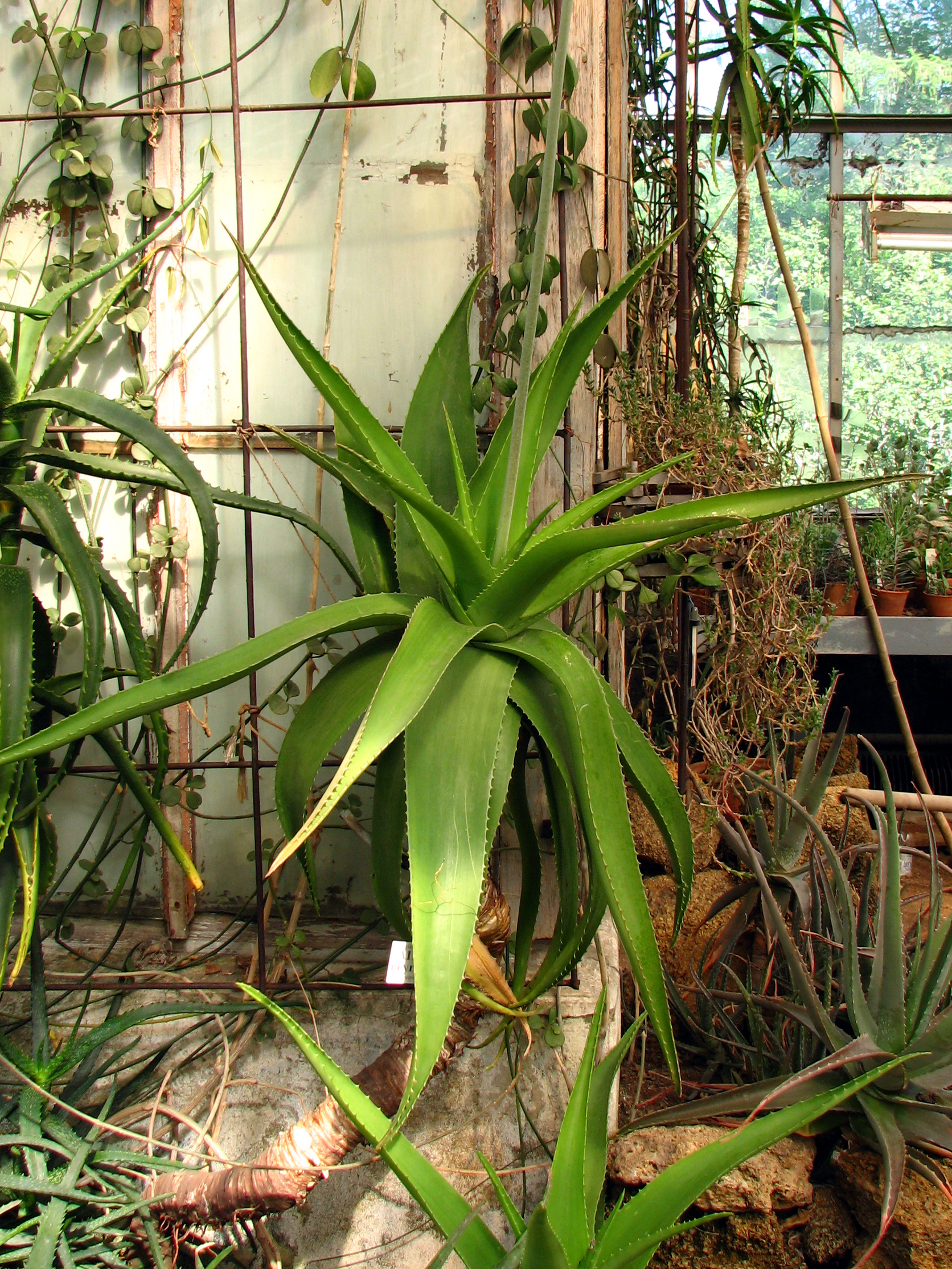
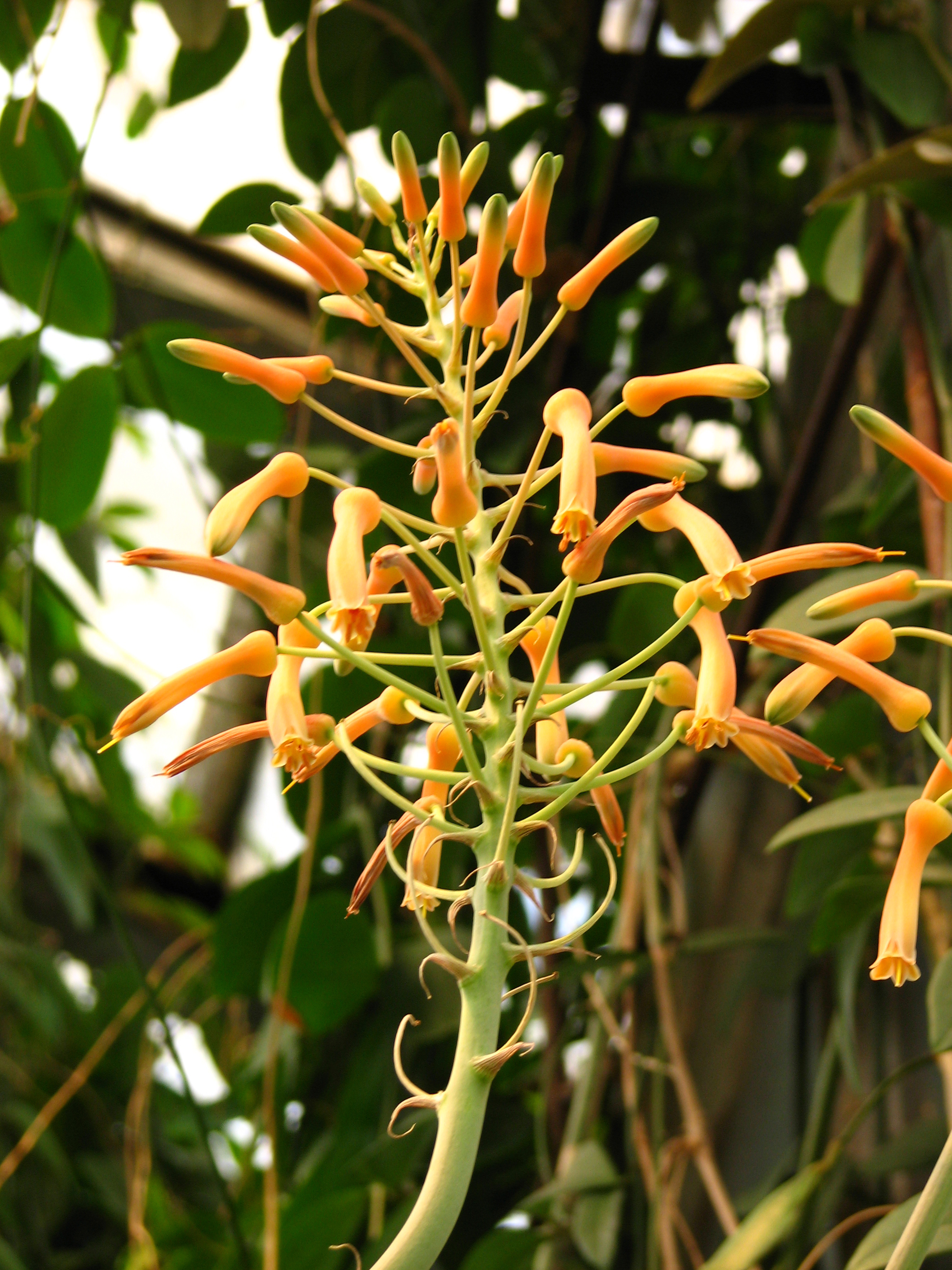
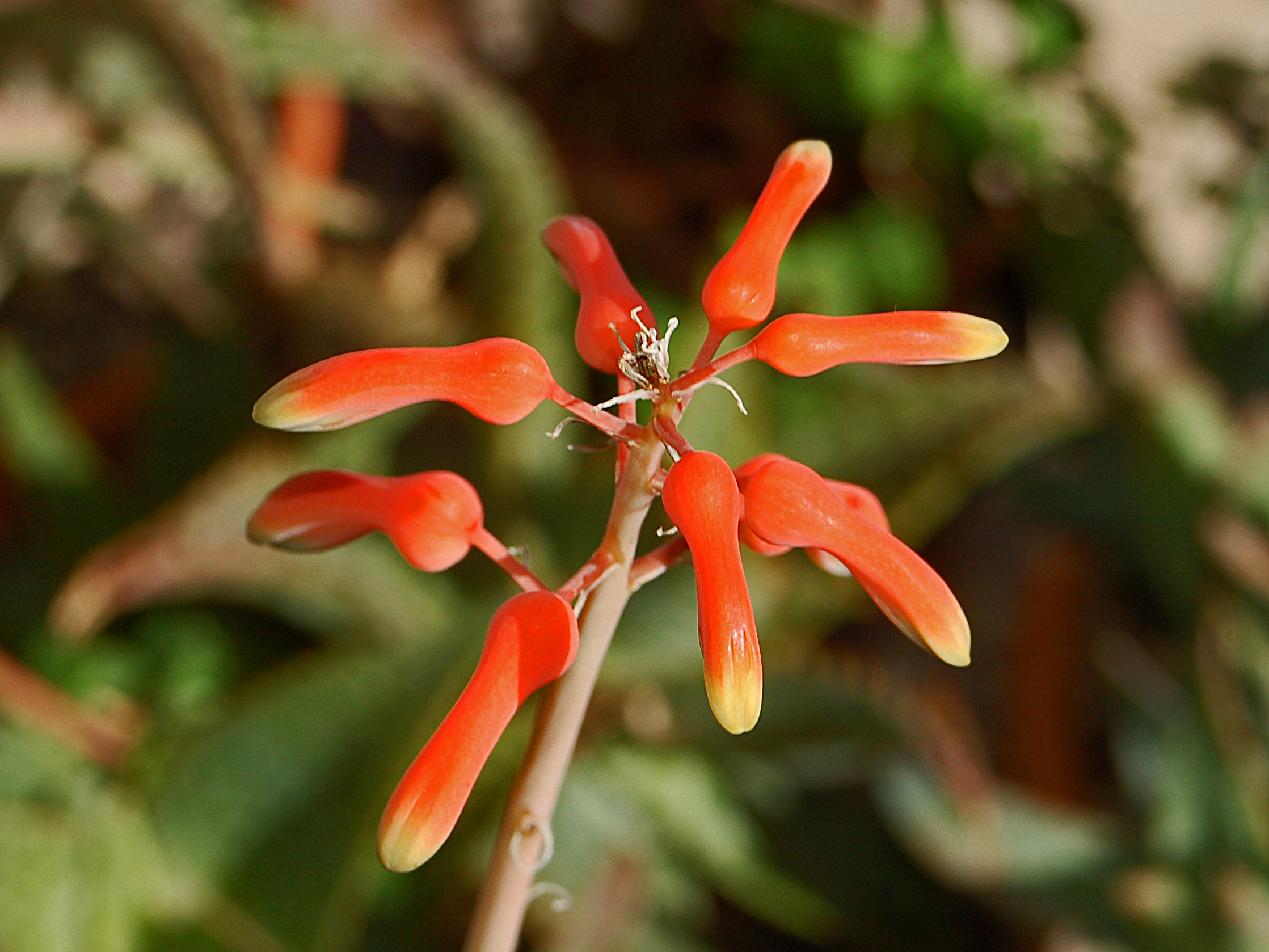
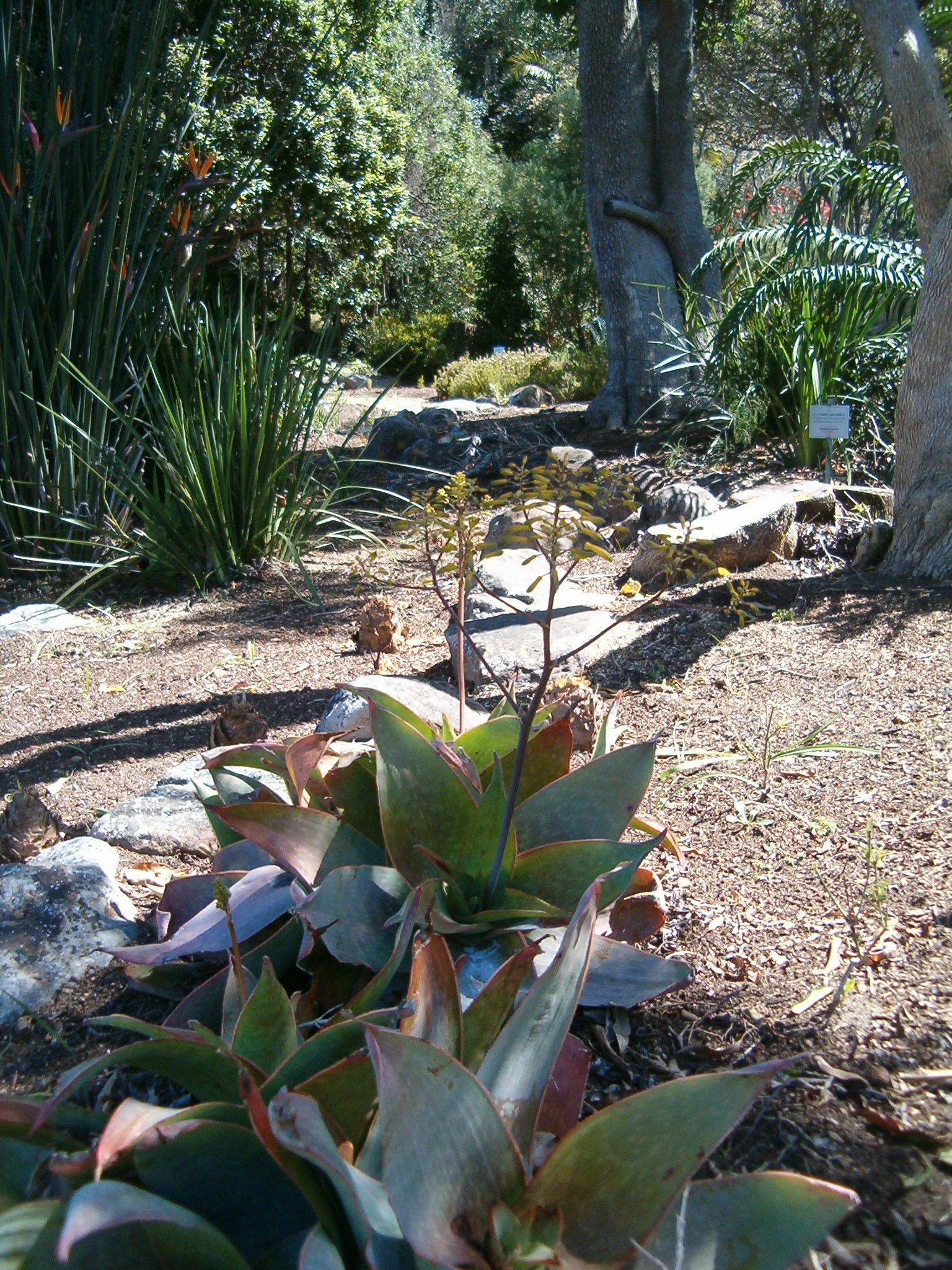
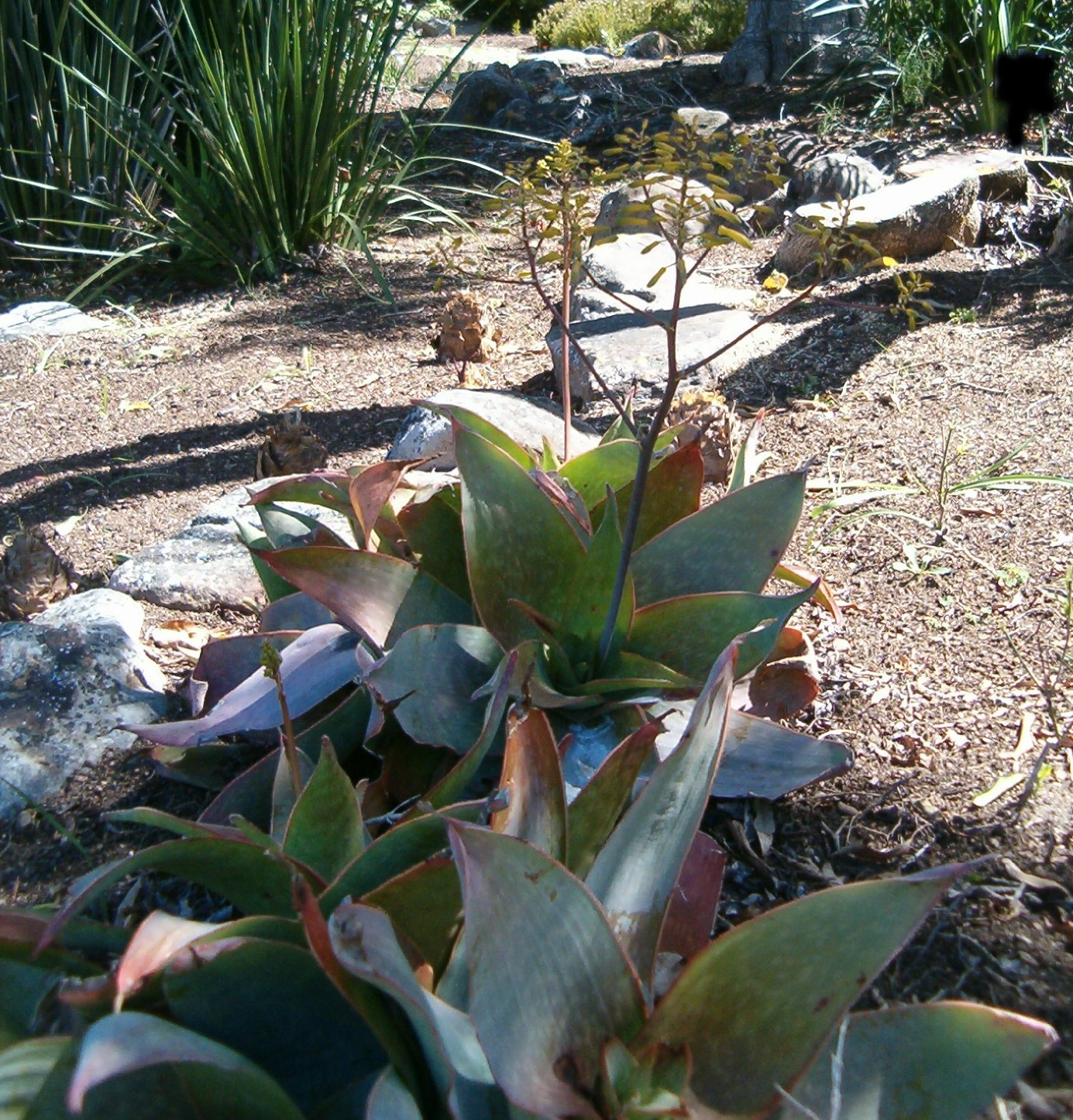